# 井上優 (声優)
井上 優（いのうえ すぐる、1981年12月4日 - ）は、日本の俳優、声優である。フリー（業務提携先はスィンクエンターテインメント）。神奈川県出身。

## 人物
- ファンカスキャンパーズ009（旧名・衝突安全ボディー）に所属していたが、2009年8月1日に退団。2010年5月24日より尾木プロ THE NEXTに所属、2015年10月末日をもって契約を終了し、同年11月1日よりフリーランスとして活動することを発表した。
- アルコールに弱く、酒は飲めない。
- 何かと構われやすいキャラで、ラジオ・イベントなどのトークでは周囲から毎回いじられている。
- 以下の内容は「寺崎と裕香いな仲間たち on the Radio」にてゲスト出演した際、本人が検証・確認した公認の情報である。
  - 普段は「人見知り全開」と称するほどの恥ずかしがり屋だが、仕事場では頑張っている
  - 好き嫌いはこれといってないが、パクチーが苦手とのこと。
  - 遊園地のアトラクションでは、絶叫マシンが大の苦手。
  - 以前はペットにチンチラシルバーのバニラとダックスフントのミロを飼っていたが、バニラは現在天に召されている。存命だったころは、ブログで特に書くネタがない際は主にバニラの写真を載せることが多かった。
  - かつては肥満だったため、学生時代にはダイエットも兼ねて水泳部に所属していた。

## 出演
太字はメインキャラクター。

### テレビアニメ
2006年
- おねがいマイメロディ 〜くるくるシャッフル!〜（大河内悟、トナカイ）
- 家庭教師ヒットマンREBORN!（2006年 - 2010年、山本武）
- capeta（瀬名）
- シュガシュガルーン（魔法使い）
- 僕等がいた（生徒）
- 蟲師（清志朗）

2007年
- Saint October（ヒロシ・ピロシキ・ロマノフ、聖三咲の恋人）

2010年
- 毎日かあさん（少年たち）
- 遊☆戯☆王5D's（谷川甚兵衛）

2011年
- NARUTO -ナルト- 疾風伝（霧隠れの中忍）

2012年
- イナズマイレブンGO クロノ・ストーン（近藤勇、隊士）
- 銀河へキックオフ!!（浮島悠斗、チームメイト、根常ガッツ選手、アマリージョ選手）
- たまごっち! シリーズ（2012年 - 2014年、チャラっち、いちりんしゃっち、スタッフたまごっち、編集っち、ユルユル (とりぽんず)、不思議なたまごっち、審判、みどりバグっち、ぞうみみっち、エレファントっち、パパライトっち、くるまきっち、シェフじろっち、マルシェの客、フルーツおじっち） - 3シリーズ

2013年
- IS 〈インフィニット・ストラトス〉2（強盗）
- キルラキル（生徒A、ジャック内藤）
- 銀河へキックオフ!!（ディレクター）
- 獣旋バトル モンスーノ（兵士3、ブラボー）

2014年
- ガイストクラッシャー（記者、男）
- GO-GO たまごっち!
- 戦国無双SP 真田の章（足軽兵）
- 幕末Rock
- モモキュンソード（鬼ア）

2015年
- かみさまみならい ヒミツのここたま（ペレレ）

### OVA
2006年
- テニスの王子様 Original Video Animation 全国大会篇（不知火知弥）

2009年
- 家庭教師ヒットマンREBORN! ジャンプスーパーアニメツアー2009 ボンゴレ式修学旅行、来る! THE COMPLETE MEMORIAL（山本武）

### 劇場アニメ
2007年
- 秒速5センチメートル

2013年
- 言の葉の庭（松本）

2014年
- ジョバンニの島（島民）

2016年
- 君の名は。（店員）

### 公開媒体未定アニメ
- こねこの配達員 うーにゃん（時期未定、シルバ[4]）

### ゲーム
2007年
- 家庭教師ヒットマンREBORN! シリーズ（山本武）
  - DS フレイムランブル 骸強襲!
  - DS 死ぬ気MAX! ボンゴレカーニバル!!
  - ドリームハイパーバトル! 死ぬ気の炎と黒き記憶
  - DS フレイムランブル開炎 リング争奪戦!
  - Let's暗殺!? 狙われた10代目!

2008年
- 家庭教師ヒットマンREBORN! シリーズ（山本武）
  - ドリームハイパーバトル! wii
  - DS ボンゴレ式対戦バトルすごろく
  - DS フェイトオブヒート 炎の運命
  - DS フレイムランブル超 燃えよ未来
  - 狙え!? リング×ボンゴレトレーナーズ
  - バトルアリーナ
  - 禁断の闇のデルタ

2009年
- 家庭教師ヒットマンREBORN! シリーズ（山本武）
  - バトルアリーナ2 スピリットバースト
  - 家庭教師ヒットマンREBORN!DS フレイムランブルX 未来超爆発

- サンデーVSマガジン 集結!頂上大決戦

2010年
- 家庭教師ヒットマンREBORN! シリーズ（山本武）
  - 絆のタッグバトル
  - フェイトオブヒートIII 雪の守護者来襲!
  - フレイムランブルXX 超決戦!真6弔花

2011年
- 遊☆戯☆王ファイブディーズ タッグフォース6（谷川甚兵衛）

2012年
- イナズマイレブンGO2 クロノ・ストーン（近藤勇）

2013年
- たまごっち!せーしゅんのドリームスクール（チャラっち）

### 吹き替え
- ウェディング・テーブル（レンゾ・エックバーグ〈トニー・レヴォロリ〉）
- ぼくとアールと彼女のさよなら（スコット・メイヒュー）
- オーヴァーロード（2019年、ジェイコブ・ローゼンフェルド） - ワーナー・ブラザース版
- マインクラフト/ザ・ムービー（2025年、暴れん坊シティ男[5]）

### 実写
DVD
- 家庭教師ヒットマンREBORN! ボンゴレ最強のカルネヴァーレ2008 〜in 中野サンプラザ〜
- 家庭教師ヒットマンREBORN! ボンゴレ最強のカルネヴァーレ2009 〜横浜にヴァリアー現る〜
- 家庭教師ヒットマンREBORN! ボンゴレ最強のカルネヴァーレ2010 〜白蘭・入江参戦〜
- 家庭教師ヒットマンREBORN! ボンゴレ最強のカルネヴァーレ in台湾
- 家庭教師ヒットマンREBORN! ボンゴレ最強のカルネヴァーレ RED
- 家庭教師ヒットマンREBORN! ボンゴレ最強のカルネヴァーレ BLUE
- 家庭教師ヒットマンREBORN! ボンゴレ究極のカルネヴァーレ!!!!!
- 家庭教師ヒットマンREBORN! ボンゴレ最強のカルネヴァーレコレクションDVD ver.ボンゴレ VOL.1
- 家庭教師ヒットマンREBORN! 日常編 前編（初回特典DVD）「並盛オールキャスト座談会〜並盛ホームルーム〜」
- テニプリフェスタ2013

テレビ
- サキよみジャンBANG!（2010年5月15日放送分ゲスト、ニーコ、國分優香里と共に出演）

### 舞台
- GENKIプロデュースvol2『00ルパン』（2010年6月16日 - 20日、シアターグリーン BIG TREE THEATER）
- S×Sプロデュース vol.5 SHUFFLE（2010年8月、シアターサンモール）
- *pnish*プロデュース『黄金仮面』（2011年2月16日 - 20日、全労済ホールスペース・ゼロ、26日 - 27日・北國新聞赤羽ホール、3月5日 - 6日・神戸朝日ホール）
- amipro 舞台『ジパングパイレーツ』（2011年12月21日 ‐ 28日、笹塚ファクトリー）
- 怪傑パンダース 第4回本公演「ビューティフルドリーマー」（2012年7月25日-29日、中野ザ・ポケット）
- ニコニコミュージカル第9弾「5王子とさすらいの花嫁〜ニコニコ・ニーコ.due〜（2012年9月1日 - 9日、全労済ホールスペース・ゼロ） - プリンス☆ルンパ 役[6]
- SHINSENGUMI-episode ABULANOKOUJI-（2016年6月14日 - 19日、恵比寿・エコー劇場）
- ことだま屋本舗EXステージvol.2『戦国新撰組』（2017年6月25日） - 嶋田魁 役
- 2.5次元プロレス『夢幻大戦』（2017年11月27日、新宿FACE） - S.T.G.キンタロウ 役（声の出演）
- ことだま屋本舗EXステージvol.4『戦国新撰組-結-』（2018年6月24日） - 嶋田魁 役
- ことだま屋本舗EXステージvol.5「ことだま屋×Z PART2」（2018年9月15日 - 16日）
- ことだま屋本舗EXステージvol.7「ことだま屋×Z4」『週末は武道館で君と。』（2019年5月2日 - 6日） - ハッシー 役
- ことだま屋本舗EXステージ配信トライアル公演『闇狩人Δ』（2021年1月27日）
- ことだま屋本舗「EXステージ×コミックファイア」『英雄王、武を極めるため転生す 〜そして、世界最強の見習い騎士♀〜』（2021年3月6日） - リューク 役
- 異説 東都電波塔 陰陽奇譚（2023年6月14日 - 18日、池袋シアターグリーンBOX in BOX Theater）
- ぽわわわわん ろっこめ「あるひ森のなか短編にであった」（2024年11月3日 - 5日、調布市せんがわ劇場）[7]

### ラジオ
- リボラジ!〜ぶっちゃけリング争奪戦〜（市瀬秀和、石橋利香と共にパーソナリティを務める）
- リボラジ!〜ぶっちゃけ並盛Dong☆Dong〜（市瀬秀和、飯田利信と共にパーソナリティを務める）
- リボラジ!〜ぶっちゃけアルコバレーノ大集合〜（市瀬秀和と共にパーソナリティを務める）
- リボラジ!〜ぶっちゃけチョイス攻略大作戦!〜（市瀬秀和と共にパーソナリティを務める）
- リボラジ!〜ぶっちゃけ並盛Dong☆Dong☆Dong〜（市瀬秀和と共にパーソナリティを務める）
- トッシー・ほったまの「ばかだなぁ〜♪って言われたい」（準レギュラー。第143回で認定）
- B-GENERATION（SET：2013年1月11日 - 2015年10月30日）

ラジオドラマ
- VOMIC 家庭教師ヒットマンREBORN!（山本武）

### ドラマ・ラジオCD
- 家庭教師ヒットマンREBORN! シリーズ（山本武）
  - 家庭教師ヒットマンREBORN! vsヴァリアー編 Battle.1（DVD初回特典CD）「雲雀恭弥・一日観察レポート」
  - 家庭教師ヒットマンREBORN! vsヴァリアー編 Battle.6（DVD初回特典CD）「悪夢で会いましょう」
  - 家庭教師ヒットマンREBORN! vsヴァリアー編 Battle.7（DVD初回特典CD）「獄寺・10代目への誓い」
  - 家庭教師ヒットマンREBORN! 日常編 前編（DVD初回特典CD）「守護者達の鍋宴会（バンケット）」
  - 家庭教師ヒットマンREBORN! 未来編 Burn.1（DVD初回特典CD）「リボラジ! 死ぬ気で初回特典! #1」
  - 家庭教師ヒットマンREBORN! 未来編 Burn.2（DVD初回特典CD）「リボラジ! 死ぬ気で初回特典! #2」

### 音楽CD
- 家庭教師ヒットマンREBORN! ボンゴレファミリー総登場!死ぬ気で語れ!そして歌え!

「雨の継承者」（山本武）
「ファミリー〜約束の場所〜」（沢田綱吉 with ボンゴレファミリー）
- 家庭教師ヒットマンREBORN! キャラクター・デュエットCDシリーズ 獄寺隼人 vs 山本武

「俺達のJOY!」（獄寺隼人（市瀬秀和） vs 山本武）
「みんな好きだぜっ」（山本武）
- 家庭教師ヒットマンREBORN! 公式キャラソンSINGLE大全集!

「俺達のJOY!」（獄寺隼人（市瀬秀和） vs 山本武）
「みんな好きだぜっ」（山本武）
- 家庭教師ヒットマンREBORN! キャラソンシングルシリーズ2 守るべきもの / 俺達の約束

「俺達の約束」（獄寺隼人（市瀬秀和） & 山本武）
- 家庭教師ヒットマンREBORN! 公式キャラソンSINGLE大全集II

「俺達の約束」（獄寺隼人（市瀬秀和） & 山本武）
「ファミリー・改〜vsミルフィオーレ〜」（沢田綱吉 with ボンゴレファミリー）
- 家庭教師ヒットマンREBORN! キャラソンシングルシリーズ3 走れ / 明日に向かって

「明日に向かって」（山本武）
- テニスの王子様キャラクターソングアルバム 比嘉中・木手永四郎『FAITH』

「CHU-BA-FIGHTER」（不知火知弥）
- 家庭教師ヒットマンREBORN! キャラクターアルバム SONG "RED" 〜famiglia〜

「雨のメッセージ」（山本武）
- 家庭教師ヒットマンREBORN! 公式キャラソンSINGLE大全集III

「明日に向かって」（山本武）
「未来の大空へ」（沢田綱吉 with ボンゴレファミリー）
- 家庭教師ヒットマンREBORN! ORIGINAL SOUNDTRACK〜標的4〜

「ファミリー〜中国語Ver.」
- 八光空感ドラマチックコンピレーションCDシーズン2・ココロ ツナガリズム

Story「あの日と今日、タワー」
- テニスの王子様キャラクターソングアルバム 『HIGA SUPER STARS』

「ブルーホール〜夢ぬ途中〜」「比嘉チャンプルー」（不知火知弥）

### その他
- 聴くanime『彼岸のオルカ』（2022年、梶木平正[8]）